# Арцатбанян, Амаяк Абрамович
Амаяк Абрамович Арцатбанян (Арцатпанян) (1876 —1920) — армянский художник.

## Биография
Родился 5 июня (17 июня по новому стилю) 1876 года в семье ювелира. Его родители жили в то время в посёлке монастыря Сурб-Хач.
Начальное образование получил в церковно-приходской школе армянского монастыря Сурб-Хач, затем в городском четырёхклассном училище. В 15 лет его отдали учеником в иконописную мастерскую Е. Г. Черепахина. Решив серьёзно заняться живописью, в 1894 году Амаяк поступил в Московское училище живописи, ваяния и зодчества. Живописи обучался в мастерской преподававшего в то время в училище В. А. Серова. За годы учёбы Амаяк активно участвовал в ученических выставках и его работы часто завоёвывали золотые и серебряные медали.
Окончив училище с золотой медалью Амаяк Арцатбанян был награждён творческой поездкой в Париж, но осуществить её не смог, так как должен был работать, чтобы содержать семью. Вернувшись в Нахичевань, художник принимает активное участие в культурной жизни города. Он был одним из организаторов Ростовско-Нахичеванского общества изящных искусств, созданного в 1907 году. В Нахичевани Амаяк Абрамович зарабатывал на жизнь преподаванием — вёл уроки рисования в инженерно-архитектурно-строительном училище, в частной гимназии Бабиева и в других местах.
Дважды Арцатбанян был в Армении — в 1911 и 1915 годах. В 1916 году он вступил в «Союз художников-армян».
Жизнь Амаяка Абрамовича трагически оборвалась 8 января 1920 года — отступая из Ростова-на-Дону под натиском конницы Красной армии, белогвардейцы застрелили художника в его собственной квартире.
Похоронен на Армянском кладбище Ростова-на-Дону.

## Память
- Арцатбанян является автором ряда икон, вошедших в иконостас церкви Сурб-Карапет Нахичевани-на-Дону.
- В Ростове-на-Дону на здании по адресу: площадь Толстого, 3 — ему была установлена мемориальная доска.